# Assassinato de Brianna Ghey
Em 11 de fevereiro de 2023, Brianna Ghey (7 de novembro de 2006 – 11 de fevereiro de 2023), uma jovem transgênero de 16 anos de Birchwood, em Warrington, Cheshire, Inglaterra, foi assassinada no Culcheth Linear Park em Culcheth, Warrington.
Scarlett Jenkinson e Eddie Ratcliffe, ambos de 15 anos, foram postos sob custódia da polícia, acusados de assassinato quatro dias após o incidente. Inicialmente a polícia disse que estava tentando definir a motivação e estava considerando "todas as linhas de investigação", incluindo crime de ódio.
O julgamento começou a 27 de Novembro de 2023 no Tribunal da Coroa de Manchester. Os dois adolescentes foram condenados a 20 de dezembro de 2023. Em 2 de fevereiro de 2024, os dois adolescentes foram condenados a prisão perpétua pelo assassinato de Brianna Ghey. As identidades dos condenados foram reveladas no mesmo dia.

## Assassinato
Na tarde de 11 de fevereiro de 2023, Ghey foi encontrada com várias marcas de facada em uma trilha no Culcheth Linear Park por passantes. Os serviços de emergência foram acionados às 15:13 e às 16:02 ela foi declarada morta no local do crime. Uma autópsia pelo Ministério do Interior foi solicitada para determinar a causa da morte. Um exame post-mortem confirmou que Ghey tinha sido apunhalada 28 vezes na cabeça, pescoço, peito e costas.

### Repercussão
Em 13 de fevereiro, foi instituída uma zona proibida ao voo no lugar do assassinato em resposta a drones sobrevoando o local. Ainda assim, indivíduos continuaram a levar drones à cena do crime, fazendo com que a polícia os condenassem.

## Pessoas envolvidas

### Brianna Ghey
Ghey era uma aluna do segundo ano da Birchwood Community High School. Seus pais a descreveram como uma "grande personalidade que deixava uma forte impressão em todos que a conheciam. De acordo com seus amigos, Ghey ajudava meninas trans mais novas a conseguirem acesso legal e seguro à terapia hormonal. Os amigos de Ghey também disseram aos tabloides que ela enfrentou anos de assédio transfóbico antes de seu assassinato, incluindo "espancamentos de gangues". Além de estudante, ela também era uma TikToker com mais de 63 mil seguidores na plataforma com o nome de usuário @gingerpuppyx. Ela era conhecida na rede por dublar e dançar ao som de músicas famosas. Em um de seus últimos vídeos ela disse ser "excluída na escola". Em sua última publicação, com mais de 8 mil comentários, ela é vista andando no Linear Park. Após sua morte, sua conta no TikTok foi deletada.

### Acusados
Dois suspeitos de 15 anos, Eddie Ratcliffe da cidade Leigh e Scarlett Jenkinson de Warrington, foram levados pela Polícia de Cheshire na noite de 12 de fevereiro de 2023. A polícia descreveu o assassinato como um "ataque direcionado", e em 14 de fevereiro começou a investigar o ataque como um possível crime de ódio, após dizer inicialmente que não haviam evidências que sugerissem que fosse o caso. Em 15 de fevereiro, os suspeitos foram acusados de assassinato, sem direito a fiança, colocados na detenção juvenil e convocados à Corte de Liverpool na manhã seguinte. Nesta audiência, o Juiz David Aubrey ordenou que ficassem detidos num centro de detenção para menores durante a preparação da audiência de pré-julgamento. Um dos suspeitos declarou-se "não-culpado", numa audiência de pré-julgamento em 20 de julho de 2023, e o outro declarou-se "não-culpado" numa audiência de pré-julgamento a 4 de outubro de 2023.
Enquanto detidos, Jenkinson foi diagnosticada como tendo características de Autismo e ADHD. Ratcliffe foi diagnosticado como Autista e tendo mudeza selectiva, o que resultava na sua incapacidade de falar com pessoas que não a sua mãe. A ambos foram dadas adaptações razoáveis: por causa da sua mudez, Ratcliffe pôde comunicar com o tribunal através de computador, e ambos tiveram a opção de participar no julgamento através de vídeo, como alternativa a presença física. O júri foi também informado que Jenkinson e Ratcliffe poderiam reagir ou falar de forma diferente à esperada durante os procedimentos, devido aos seus diagnósticos.

## Julgamento
O julgamento começou no Tribunal da Coroa de Manchester no dia 27 de novembro de 2023. Devido à natureza do caso e das idades da vítima e dos acusados, foram impostas restrições à reportagem por forma a impedir a identificação dos acusados, bem como de outra criança mencionada no julgamento. Durante o julgamento, a garota acusada foi identificada como X e o garoto como Y. O caso foi presidido pela Juíza da Alta Corte Amanda Yip.

### Acusação
O caso da acusação foi liderado por Deanna Heer, Conselheira do Rei (CR), acompanhada de Cheryl Mottram na qualidade de júnior. A apresentação do caso foi iniciada em 27 de novembro de 2023 e concluída em 8 de Dezembro de 2023.
Durante o julgamento, a acusação apresentou mensagens de texto que mostravam que os acusados tinham tentado anteriormente envenenar Brianna com quantidades excessivas de Ibuprofeno, que resultou em mau estar para Brianna, e que a sua mãe achou que fosse apendicite. Os acusados alegadamente tentaram envenená-la desta forma por causa de Brianna ter depressão, o que significava que ninguém iria suspeitar se ela morresse de uma overdose de medicamentos de venda sem receita. Quando essa tentativa falhou, a acusação alega que os acusados planearam matá-la por esfaqueamento. Ratcliffe terá dito que queria "ver se isto irá gritar como um homem ou uma garota". A acusação apresentou mais mensagens, em que, antes desta tentativa, Jenkinson mostrava estar "obcecada" com Brianna, e que Brianna era "muito diferente" e "muito bonita".

### Defesa
Jenkinson e Ratcliffe tiveram casos de defesa separados. O de Jenkinson foi liderado por Richard Pratt (CR), com Sarah Holt como júnior. Richard Littler (CR) liderou a defesa de Ratcliffe, com Steven Swift como júnior. Cada um dos acusados disse que o outro tinha realizado o homicídio.
A defesa de Ratcliffe disse que Jenkinson lhe tinha pedido para trazer a sua faca de mato para o parque, e que ela "planeava esfaquear Brianna". Ratcliffe disse ainda que ele não tinha levado o alegado plano de Jenkinson a sério porque ela tinha um historial de "sempre falar sobre homicídio sem nada acontecer", e terá alegadamente testemunhado Jenkinson a esfaquear Brianna. Ele negou qualquer animosidade relativa a Brianna pela sua identidade transgénero. A sua defesa acusou Jenkinson de o manipular devido ao seu autismo.
A defesa de Jenkinson disse que o seu plano era parte de uma "fantasia" e que tinha sido Ratcliffe a realizar o esfaqueamento, para "choque" de Jenkinson. Ela descreveu-se como surpreendida com o acto, que não impediu por ter medo de Ratcliffe, que descreveu como "sociopata". A defesa de Jenkinson sublinhou também a quantidade de sangue de Brianna encontrada na roupa de Ratcliffe, enquanto no sua roupa não se encontrou nenhum vestígio.

### Veredicto
O julgamento durou três semanas e foi concluído a 20 de dezembro de 2023, com ambos os acusados dados como culpados do assassinato. A Juíza Yip deu a indicação de que penas de prisão perpétua seriam dadas e que um mínimo termo seria determinado à data de sentenciamento, planeado para 2024.
A 2 de fevereiro de 2024 teve lugar a audiência de sentenciamento, antes da qual os dois adolescentes foram publicamente identificados. A juíza determinou que a informação acerca das suas identidades era de interesse público. O sentenciamento incluiu declarações de impacto das vítimas dos pais e padrasto de Brianna. O tribunal recebeu ainda actualizações relativas aos diagnósticos psiquátricos dos dois condenados: Jenkinson tem transtorno de personalidade antissocial e não autismo, e Ratcliffe tem uma forma de autismo.
Ambos foram sentenciados a prisão perpétua, Jenkinson com uma sentença mínima de 22 anos, e Ratcliffe com uma sentença mínima de 20 anos (ambos com redução de 352 dias por tempo já passado em detenção preventiva).
Ao sentenciar os assassinos, a Juíza Yup descreveu o homicídio como tendo "natureza sadista e onde um motivo secundário foi hostilidade para com Brianna devido à sua identidade transgénero".

## Reações

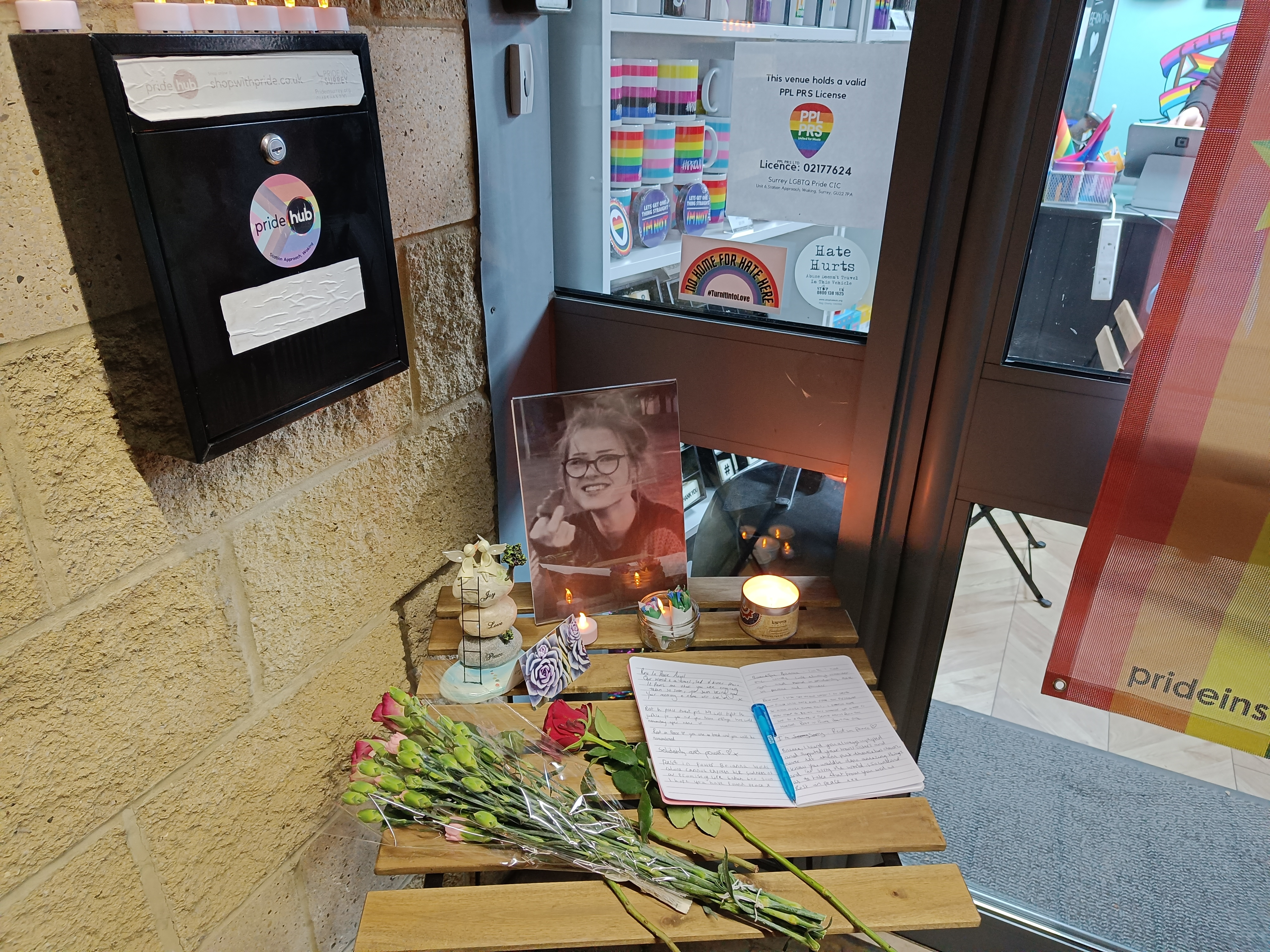
Vigília por Brianna Ghey em Woking, em 15 de fevereiro de 2023

A morte de Ghey gerou respostas de sua família, comunidade local, políticos, instituições de caridade, ativistas e artistas. Parentes de Ghey disseram que sua morte "deixou um buraco gigante em nossa família." Um financiamento coletivo organizado pelos amigos de Ghey em apoio à família angariou £70,000 em três dias. Emma Mills, diretora da Birchwood Community High School, disse: "Estamos em choque e devastados com a notícia da morte de Brianna." O jornal The Independent diz que, de acordo com o MailOnly, um dos pais de um colega de escola dela criticou o posicionamento inicial da polícia, dizendo, "Sejamos sinceros, ela sofria bullying por causa de sua sexualidade. É claro que se trata de um crime de ódio."
A deputada do Partido Trabalhista Dawn Butler disse em seu Twitter que "Qualquer um na mídia que está usando seu nome morto para apagar a identidade de Brianna devia ter vergonha de si mesmo." Nadia Whittome, outra deputada do Partido Trabalhista, disse: "Brianna deveria ter a chance de se tornar uma bela mulher jovem, e viver e ver um mundo onde pessoas trans estão seguras e são respeitadas. O antigo líder do partido, Jeremy Corbyn, respondeu dizendo que "ela foi morta porque queria ser ela mesma", adicionando "Meus pensamentos estão com a família de Brianna e a comunidade trans que luta por segurança, dignidade e liberdade."

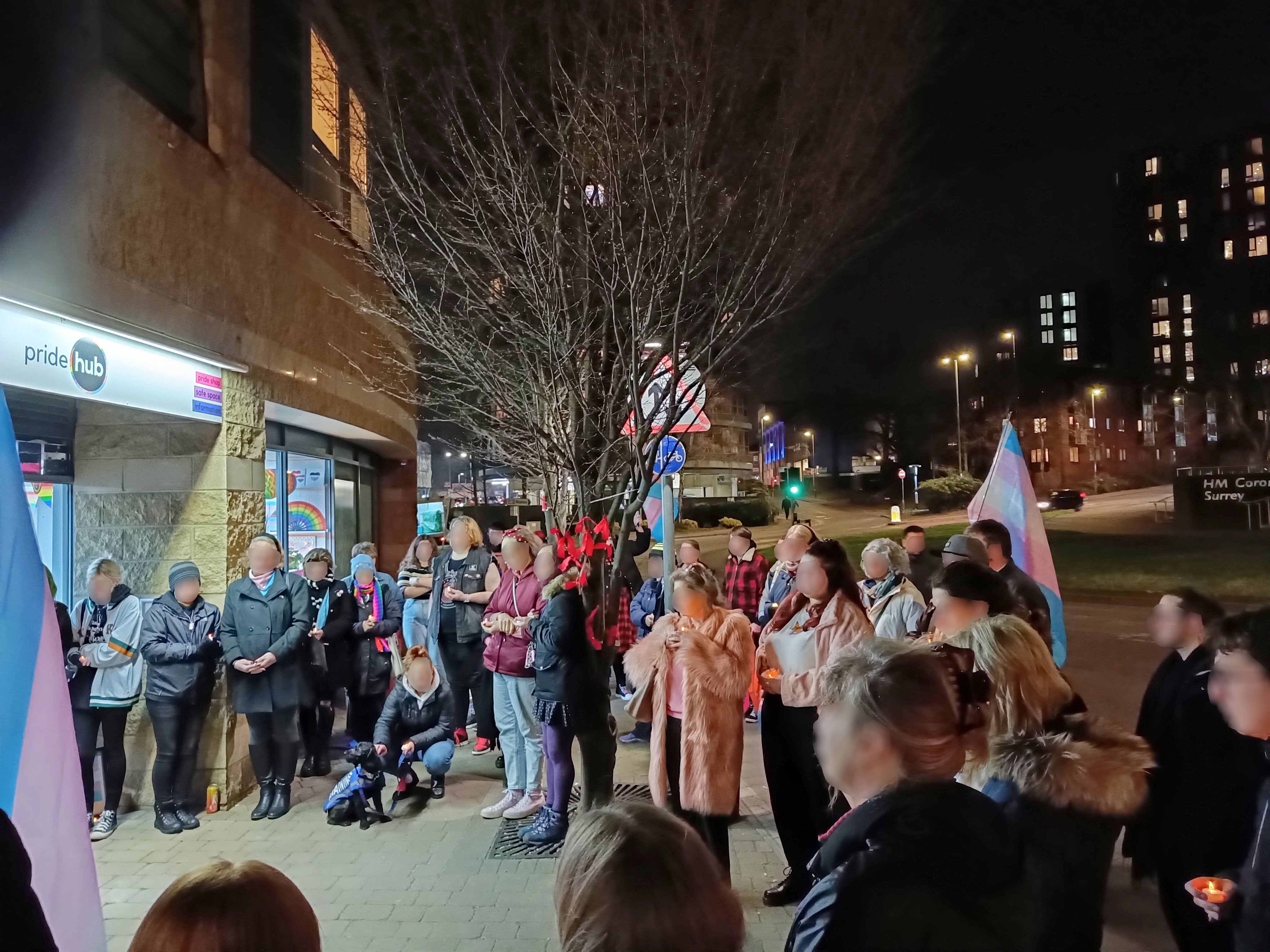
Vigília por Brianna Ghey em Woking no dia 15 de fevereiro de 2023

O Miami Herald divulgou que centenas de membros da comunidade LGBTQ e usuários das redes sociais estavam enlutados com a morte de Ghey. A instituição de caridade de direitos LGBT Stonewall e a de jovens transgênero Mermaids expressaram empatia pela família de Ghey. Devido às leis no Reino Unido que impedem que menores recebam um certificado de reconhecimento de gênero, a certidão de óbito de Ghey provavelmente constará o gênero errado. A advogada de direitos civis dos EUA Alejandra Caraballo escreveu, "A lei de reconhecimento de gênero, com a qual críticos de gênero lutam contra com um vocabulário horrível e demonizador, impedirá que conste na certidão de óbito de Brianna Ghey o gênero feminino. Como um insulto final, o governo da Inglaterra irá errar seu gênero oficialmente na sua morte." Campanhas no Twitter pedem que o Governo emita um Certificado de Reconhecimento de Gênero para Ghey "para que ela possa ter a dignidade na morte que todos os outros no mundo dão por garantido."
Vários músicos tweetaram em lamento, nojo e apoio, incluindo Yungblud, Big Joanie e Reverend and the Makers.
Vigílias à luz de velas aconteceram pelo Reino Unido e em Dublin, Irlanda, na semana após a morte de Ghey. Muitas dessas vigílias contaram com milhares ou centenas de participantes.
A estação de rádio LGBTQ, Gaydio, anunciou que colaborou com outras estações LGBTQ no Reino Unido para transmitir um minuto de silêncio às 11:00 do dia 17 de fevereiro. O silêncio é precedido por uma participação da apresentadora transgênero Stephanie Hirst, na qual refletirá sobre a discriminação e a violência frequentemente vividas por pessoas trans, bem como uma homenagem a Ghey.

### Críticas à mídia do Reino Unido
Alguns meios de comunicação do Reino Unido foram criticados pelas suas reportagens sobre a morte de Ghey.. A Trans Safety Network disse que alguns meios de comunicação do Reino Unido estavam "desrespeitando publicamente" Ghey na cobertura de sua morte. A notícia inicial tanto da BBC News quanto Sky News não afirmou que Ghey era transgênero. O The Times enfrentou fortes críticas depois de alterar sua história original, removendo a palavra "garota" e incluindo o nome morto de Ghey. Mais tarde, o The Times alterou sua história novamente para remover o nome morto e adicionar novamente a palavra "garota".
O site The Mary Sue condenou a atmosfera transfóbica da imprensa britânica e a divulgação generalizada de informações transfóbicas sobre o assassinato de Ghey.. Senthorun Raj, professor da lei de direitos humanos, disse: "Todos nós temos a responsabilidade de desafiar as formas capciosas como os meios de comunicação e os políticos desumanizam as pessoas trans." Ash Sarkar, um jornalista para Novara Media ela disse que "não pode compreender a insensibilidade envolvida na decisão editorial de violar sua dignidade na morte." A deputada trabalhista Charlotte Nichols disse que iria apresentar uma queixa ao The Times e à Independent Press Standards Organisation, e que "não há absolutamente nenhuma necessidade de alguém publicar seu nome morto ao identificá-la como trans na cobertura midiática."
Uma reportagem da NBC News sobre o assassinato concluiu que "o clima no Reino Unido tem se tornado cada vez mais hostil para pessoas trans nos últimos anos", observando que a autora britânico J. K. Rowling criticou veementemente os direitos de transgêneros e que a BBC publicou recentemente um artigo que foi acusado de "[pintar] todas as mulheres trans como predadoras sexuais". A revista americana Vogue ligou o assassinato à transfobia na internet, escrevendo que "há um questionamento quase constante dos direitos trans que reforça a ideia de que homens e mulheres trans estão tentando nos ludibriar, nos enganar, que sua identidade de gênero profundamente pessoal é uma afronta ao status quo e à forma como vivemos."